# Kestner Homestead
La Kestner Homestead est une exploitation agricole américaine située dans le comté de Grays Harbor, dans l'État de Washington. Protégée au sein du parc national Olympique, elle est inscrite au Registre national des lieux historiques depuis le 13 juillet 2007.